# 維蘇威號列車
维苏威号（義大利語：Vesuvio）是曾运行于意大利北部城市米兰至该国南部城市那不勒斯间一班长途列车所使用的名称，由意大利国家铁路在1946年至2005年间开行。其命名源自那不勒斯附近的维苏威火山。列车自开行以来曾先后被纳入快速列车、全欧快车及城际列车类别，直至2005年撤出服务。

## 历史
维苏威号的历史可以追溯至20世纪30年代，当意大利建成了它们的首条短途高速铁路线（Direttissima）后，其中一条为博洛尼亚－佛罗伦萨高速铁路，另一条为羅馬－那不勒斯高速鐵路。高速在当时意味着最高速度可达175km/h的新型的电联车，它是在都灵大学的协助下于1934年至1936年研发，被称为ETR200型电联车。ETR200型电联车最终于1936年投产，并于1937年被运用至博洛尼亚－那不勒斯间的快速列车（Rapido）服务，后者还途经新通车的佛罗伦萨－罗马高速铁路。

### 快速列车
第二次世界大战结束后，维苏威号恢复快速列车运行，并在1950年代被命名为“维苏威之箭号”（Freccia del Vesuvio）。自1960年代起，ETR200型电联车的车辆被重新装配为ETR220/230/240型，以提供最多4节编组。在1960年罗马奥运会期间，ETR250型电联车也宣告面世，维苏威号自此一直交替使用ETR220和ETR250担当本务，直至升级为全欧快车维苏威号。

### 全欧快车
1969年，意大利国家铁路决定效仿法国国家铁路及德国铁路的成功例子，将采用柴联车运营的全欧快车（TEE）列车更换为由电力机车牵引的客车车厢编组。同时由于自1965年以来，全欧快车服务也可运用于本土班次，因此意大利大舒适型车厢的产量被扩大，它们不仅要取代既有的全欧快车国际服务，也要作为国内高端列车服务升级至全欧快车后所使用的车厢。在有足够的意大利大舒适型车厢交付使用后，维苏威号在1973年9月30日正式升级为全欧快车类别，并使用意大利国家铁路E444型电力机车担当牵引任务。不同寻常的是维苏威号在1974年5月26日至1979年9月30日期间共搭载有两节餐车。
| 95次 | 95次  | 停靠站   | 94次  | 94次 |
| 里程 | 时刻  | 停靠站   | 时刻  | 里程 |
| ---- | ----- | -------- | ----- | ---- |
| 0    | 09:50 | 米兰     | 23:35 | 839  |
| 218  |       | 博洛尼亚 |       | 621  |
| 314  |       | 佛罗伦萨 |       | 525  |
| 630  | 15:42 | 罗马     | 17:30 | 209  |
| 839  | 17:25 | 那不勒斯 | 16:00 | 0    |

### 城际列车
1987年，维苏威号转变为搭载两舱车厢等级的城际列车（IC）类别，这是由于其不提供国际服务，因此并不符合欧城列车（EC）的资格。列车仍然维持每日开行，直至21世纪被使用ETR500型电联车运营的意大利欧洲之星（ESI）所取代。

## 脚註
1. ↑  Mertens & Malaspina 2007，第344頁.
2. ↑  Willemse 1964，第58頁.
3. ↑  Mertens & Malaspina 2007，第134頁.
4. ↑  Mertens & Malaspina 2007，第346頁.
5. ↑  Hajt 2001，第119頁.